# Home Plate

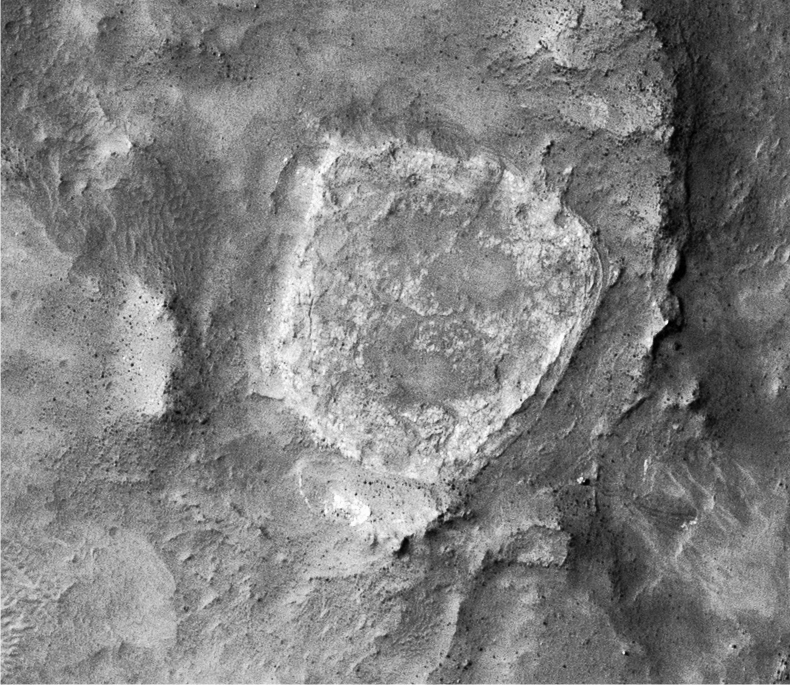
Photographie de Home Plate prise par l'instrument HiRISE de la sonde Mars Reconnaissance Orbiter.

Home Plate est un plateau situé sur la planète Mars au sein des collines Columbia Hills du cratère Gusev. 
Coordonnées sur Mars : 14° 36′ 0″ S, 175° 30′ 0″ E

## Étymologie
Le nom anglais Home Plate provient de sa similitude avec la forme d'un marbre (en anglais : home plate) au baseball.

## Exploration
Home Plate fut dans un premier temps aperçu sur les images de Mars Orbiter Camera (MOC) de la mission Mars Global Surveyor[Quand ?] comme un site intéressant par son apparence relativement au sol et roches environnantes de Columbia Hills. 

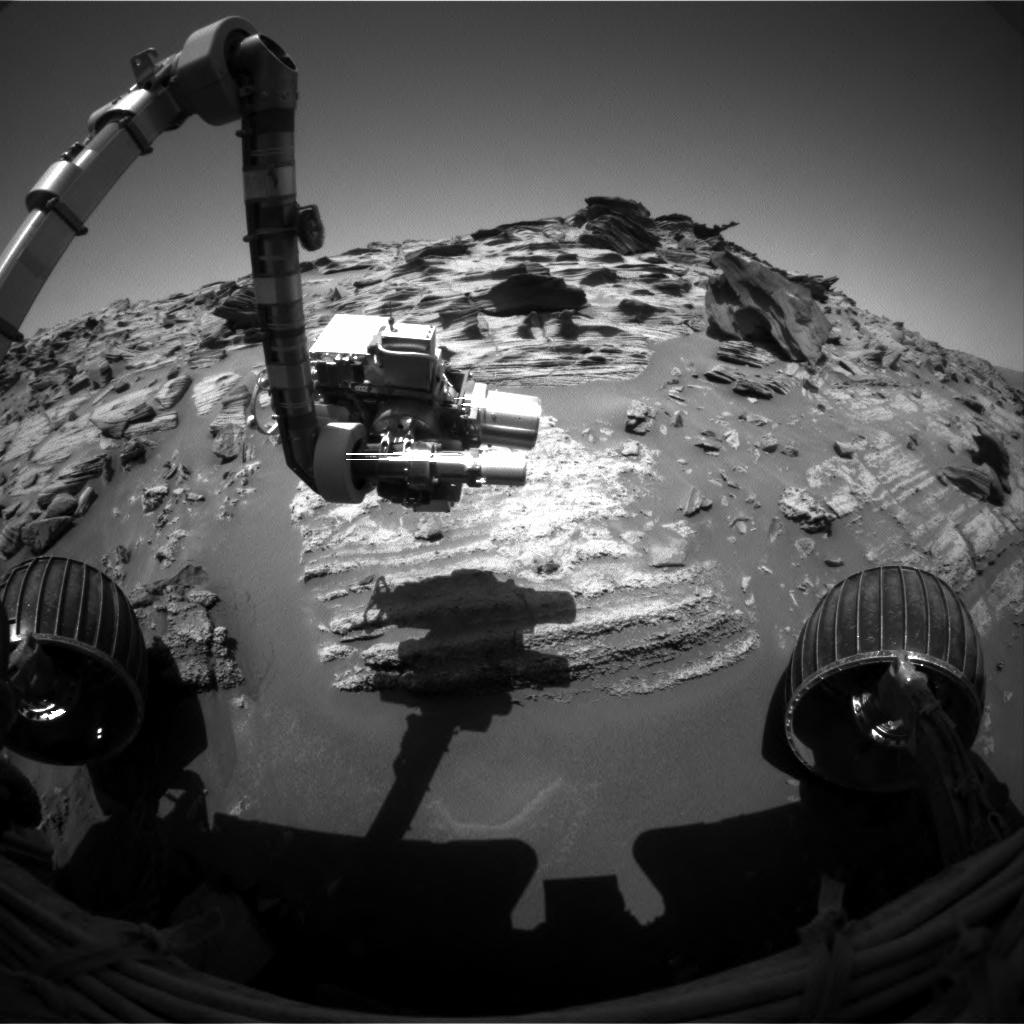
Vue de Home Plate par le rover Spirit.

Par la suite, le plateau d'environ 90 m de diamètre a été principalement étudié en 2006 par Spirit, l'un des deux rovers de la mission Mars Exploration Rover de la NASA. Ce rover s'est bloqué[Quand ?] le long de la côte nord-est du plateau, par enlisement dans une couche de silice amorphe non cohésive ; il est désormais un artefact inactif, après avoir été un court temps[C'est-à-dire ?], une station d'étude fixe. Spirit arrive à Home Plate le 7 février 2006 (sols 744) et y effectue une étude scientifique à l'aide notamment de son bras robotisé avant de se déplacer jusqu'à l'éperon rocheux Low Ridge Haven à cause d'un problème d'alimentation puis y revient près d'un an plus tard le 12 mars 2007 (sol 1126) pour poursuivre les analyses,. Spirit a passé son troisième hiver martien sur le bord nord de Home Plate.

## Géologie
Les scientifiques pensent que les couches de sédiments de Home Plate ont une origine volcanique de type explosive,.

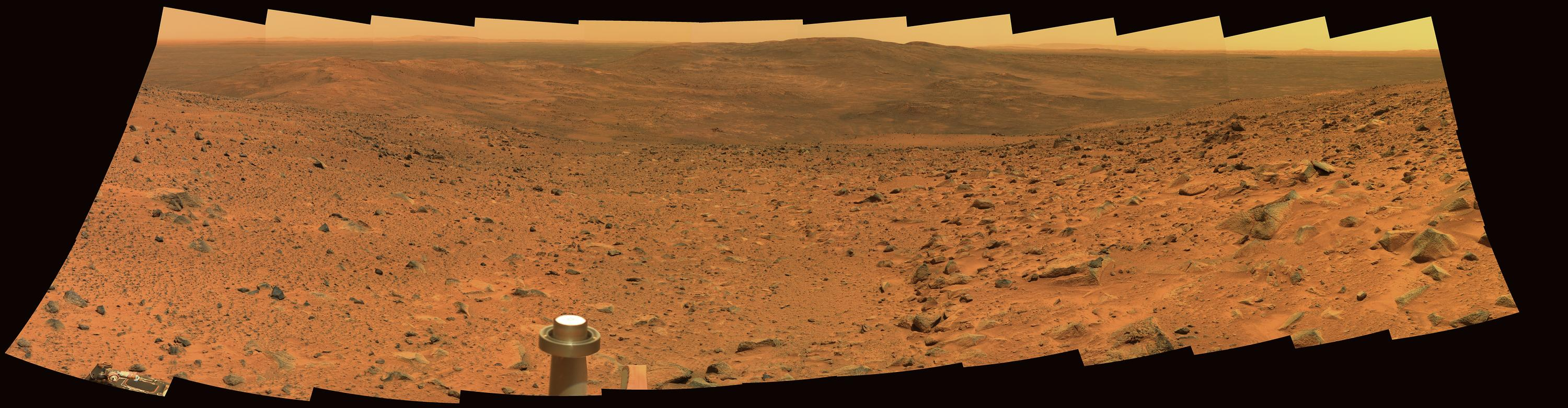
Vu de Home Plate à l'horizon, à partir du sommet de Husband Hill.